# Ratpenat de cua de beina de Troughton
El ratpenat de cua de beina de Troughton (Saccolaimus mixtus) és una espècie de ratpenat de la família dels embal·lonúrids que es troba a Austràlia i a Papua Nova Guinea.